# Ignaz Lachner
Pour les articles homonymes, voir Lachner.
Ignaz Lachner est un compositeur et chef d'orchestre bavarois, né à Rain-am-Lech le 17 septembre 1807 et mort à Hanovre le 25 février 1895.

## Biographie
Ignaz Lachner est né à Rain-am-Lech dans une famille de musiciens. Son père Anton Lachner était organiste municipal et ses frères Franz Paul, Theodor et Vinzenz sont aussi devenus musiciens. Ignaz a appris à jouer de l'orgue, du piano et du violon. Après le décès de son père, il a étudié le violon avec Wilhelm Bernhard Molique, un violoniste virtuose et est allé auprès de son frère Franz à Vienne. Là, il est devenu ami de Schubert dont il a reçu l'influence ; bien évidemment, il a aussi reçu les influences de Haydn, Mozart et Beethoven.
En 1826, il est devenu organiste de l'Église luthérienne de Vienne et membre de l'orchestre du Hofoperntheater. Il a été nommé chef d'orchestre à Stuttgart (1831-1836) et peu après, à Munich (1836-1853). À partir de 1853, Lachner est devenu chef d'orchestre à l'opéra de Hambourg (1853-1858) et puis à Stockholm (1858-1861). En 1861 lorsqu'il est devenu directeur du Stadttheater à Francfort, où il a pris la retraite en 1875. Il est décédé à Hanovre.

## Œuvres
Bien que surtout connu comme chef d'orchestre, Lachner a composé une quantité considérable de musique de tout genre. Ses compositions les plus connues et ayant eu le plus de succès sont ses Scènes alpines. Il a écrit des symphonies, des ballets, des messes, des pièces pour piano, pour violon, etc.

### Opéras
- Der Geisterturm (Stuttgart, 1837)
- Die Regenbrüder (Stuttgart, 20 mai 1839)
- Loreley (Munich,1846)
- Letzte Fensterle, singspiel

### Musique de chambre
- Quatuor à cordes n° 1 en fa majeur, Op.43
- Quatuor à cordes n° 2 en sol majeur, Op.51
- Quatuor à cordes n° 3 en ut majeur, Op.54
- Quatuor à cordes n° 4 en la majeur, Op.74
- Quatuor à cordes n° 5 en sol majeur, Op.104
- Quatuor à cordes n° 6 en la mineur, Op.105
- Quatuor à cordes n° 7 en si bémol majeur, Op. Post.
- Quatuor à cordes pour 3 violons & alto en ut majeur, Op.106
- Quatuor à cordes pour 4 violons en sol majeur, Op.107
- Trio pour violon, alto et piano n° 1 en si bémol majeur, Op.27
- Trio pour violon, alto et piano n° 2 en sol majeur, Op.45
- Trio pour violon, alto et piano n° 3 en ré majeur, Op.58
- Trio pour violon, alto et piano n° 4 en ré mineur, Op.89
- Trio pour violon, alto et piano n° 5 en mi bémol majeur, Op.102
- Trio pour violon, alto et piano n° 6 en ut majeur, Op.103
- Sonate pour violon & piano en ré majeur, op.73
- Notturno en fa majeur pour basson et piano, op. 83, 1895